# دروس (شهر اتریش)
دروس (به آلمانی: Droß) یک منطقهٔ مسکونی در اتریش است که در ناحیه کرمس-لاند واقع شده‌است. دروس ۸۲۴ نفر جمعیت دارد.